# Aleksandr Brjullov

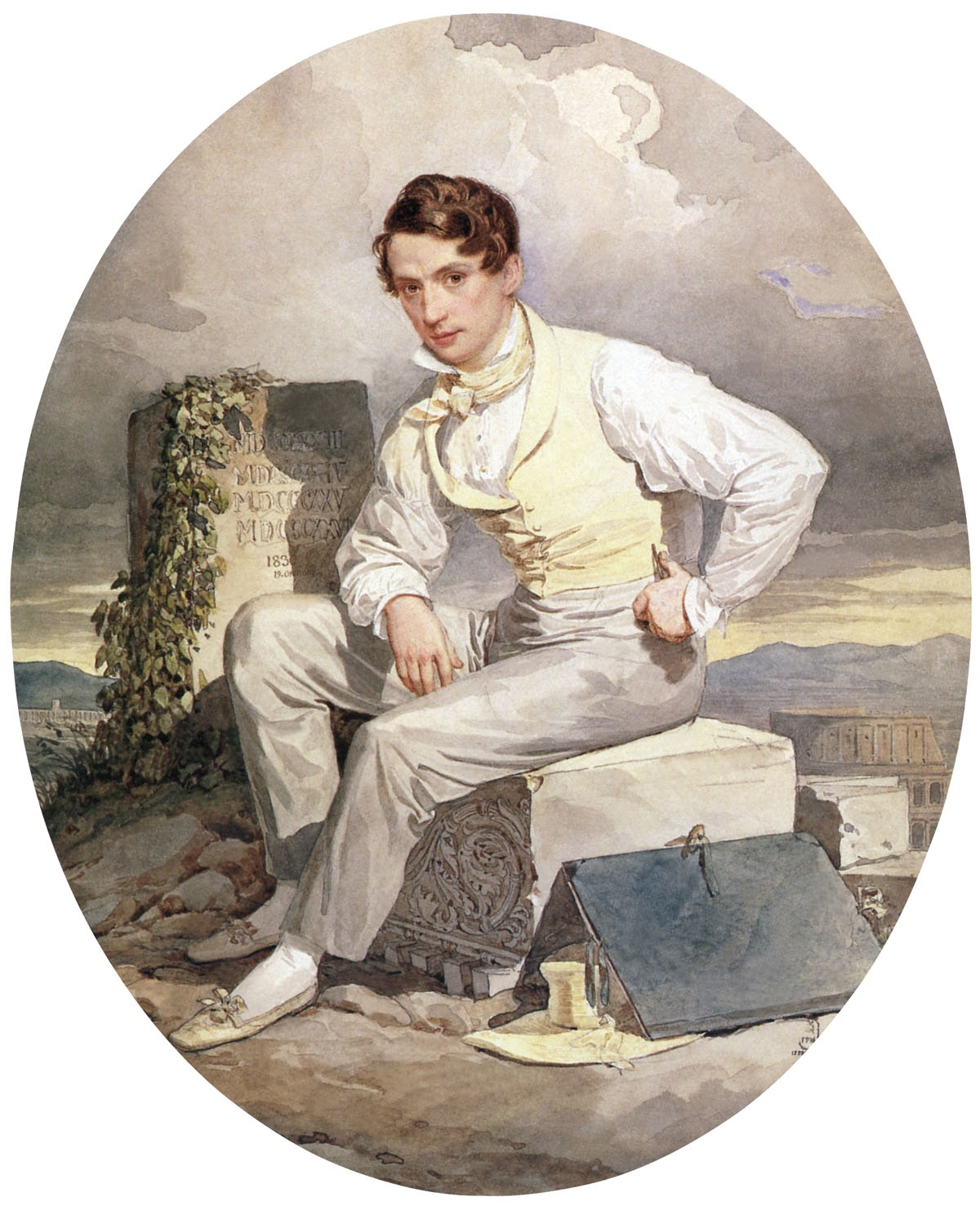
Alexander Brjullov, självporträtt.

Aleksandr Pavlovitj Brjullov (ryska: Александр Павлович Брюллов), född 29 november 1798 och död 9 januari 1877, var en rysk arkitekt. Han var bror till konstnären Karl Brjullov.
Brjullov utförde flera av 1800-talets främsta monumentalbyggnader i Sankt Petersburg, såsom kyrkor i gotisk och bysantinsk stil, ombyggnaden av storfurst Konstantins palats (även känt som Marmorpalatset) och observatoriet i närheten av Sankt Petersburg. Det brunna Vinterpalatset återuppbyggdes av Brjullov tillsammans med arkitekten Stassov.